# 794 Irenaea
794 Irenaea је астероид главног астероидног појаса са пречником од приближно 35,8 .
Афел астероида је на удаљености од 4,054 астрономских јединица (АЈ) од Сунца, а перихел на 2,198 АЈ.
Ексцентрицитет орбите износи 0,296, инклинација (нагиб) орбите у односу на раван еклиптике 5,420 степени, а орбитални период износи 2019,111 дана (5,528 година).
Апсолутна магнитуда астероида је 11,1 а геометријски албедо 0,050.
Астероид је откривен 27. августа 1914. године.